# Boxholm (Iowa)
Pour les articles homonymes, voir Boxholm.
Boxholm est une ville du comté de Boone, en Iowa, aux États-Unis. Elle est fondée en 1900 et est nommée en l'honneur de Boxholm en Suède, la ville d'origine du premier employé de la poste John B. Anderson.